# Програвач вінілових дисків

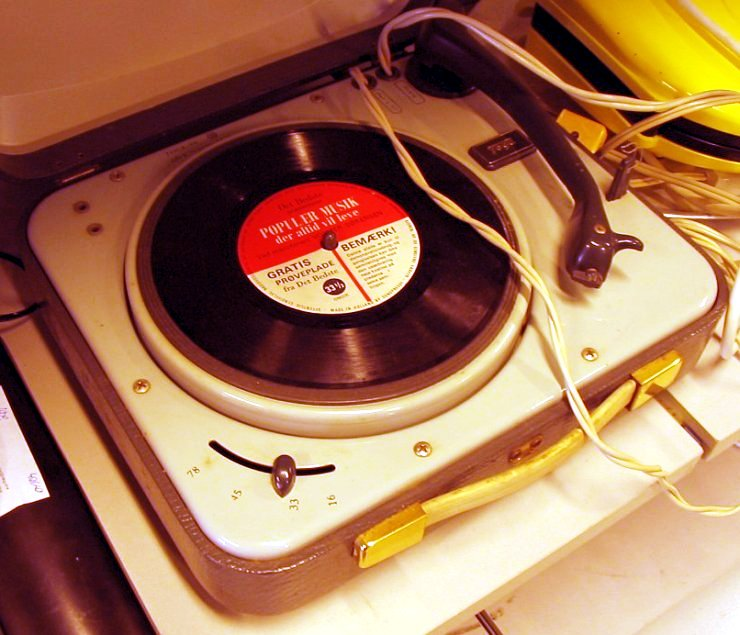
Електрофон 1960 року

Програвач вінілових дисків — пристрій, що на відміну від грамофона відтворює записи з вінілових платівок з використанням електричного звукознімача.

## Будова
Основними елементами програвача є: тонарм зі звукознімачем, диск-тарілка, електродвигун і основа. Чим менше сторонньої вібрації — тим краще. Тому основу програвача часто виготовляють з чавуну. Ротаційна стабільність є ключовим завданням в створенні програвачі вінілових дисків, що відбивається на якості продукції.
Пересуваючись по канавках, голка звукознімача перетворює записаний звук на електричний сигнал (у електромагнітних звукознімачах — за допомогою явища електромагнітної індукції, у п'єзоелектричних — завдяки п'єзоефекту). Слабкий сигнал підсилюється електронним підсилювачем, і за допомогою гучномовця знову перетворюються на звукові хвилі.
Програвачі вінілових дисків можуть мати виносні акустичні системи, мають підсилювач та один або кілька гучномовців, можуть мати вбудовані радіоприймачі, використовувати як звукознімач лазерні промені замість голки В Нідерландах і Японії випускались лазерні стереофонічні програвачі вінілових дисків. Відтворення звуку лазерним променем замість голки виключає найменші сторонні шуми, а зношення платівок стає мізерним..

### Двигун
Диск приводиться в рух невеликим електродвигуном. Залежно від типу використовуваного зчеплення між поворотною тарілочкою і двигуном програвача вінілових дисків існує три основні форми конструкції програвача: з пасовою передачею, приводний ролик і прямий привод. Еластомірний ремінь в пасовій передачі поглинає вібрацію двигуна, яка б в іншому випадку бути підхоплена голкою.
Прямий привод: двигун програвача безпосередньо обертає вісь тарілки, де нерухомо лежить вініловий диск. Тарілка прикріплена до двигуна. Це дозволяє мати вищий крутний момент, ідеально підходить для діджеїв, які діють безпосередньо на диску, але передає всі вібрації двигуна на тарілку. Якість продукції безпосередньо залежить від якості виготовлення двигуна.
Приводний ремінь: поворотний двигун приводить в рух ремінь, який обертає вісь диска. Ремінь поглинає вібрацію двигуна. Його подовження призводить вад. Термін служби варіюється в широких межах в залежності від обраного матеріалу.
Приводний ролик: під час відтворення він притискається до нижньої кромки тарілки. Ця система широко використовувалась до застосування привідного паса. Основними недоліками цієї системи є передача коливань двигуна тарілці.

## Регулювання і контроль
Деякі високоякісні вінілові програвачі мають системи регулювання швидкості обертання тарілки за допомогою традиційної ручки селектора передач 33/45.

## Недоліки
З плином часу приводний ремінь може втратити еластичність і зчіпні властивості, і починає ковзати, викликаючи зміни в швидкості платівок. Крім того, він має набагато нижчий крутний момент. Діджеї як правило, воліють використовувати прямий привод.